# Freja Jernstig
Freja Jernstig, född 3 januari 1992, är en svensk friidrottare (kortdistanslöpning). 
Jernstig sprang vid EM i Helsingfors stafett 4x100 meter tillsammans med Erica Jarder, Julia Skugge och Lena Berntsson, men laget blev diskvalificerat i försöken.

## Personliga rekord
| Utomhus - 100 meter – 11,61 (Skara 6 juni 2013) - 200 meter – 24,52 (Göteborg 8 juli 2012) - 200 meter – 24,41 (medvind) (Jessheim, Norge 22 juli 2012) - 100 meter häck – 14,69 (Göteborg 8 juli 2012) | Inomhus - 60 meter – 7,48 (Karlstad 27 januari 2013) - 200 meter – 25,16 (Örebro 13 januari 2013) - 400 meter – 59,47 (Karlstad 13 februari 2010) - 60 meter häck – 8,91 (Växjö 20 januari 2013) |